# نظام الدین یحیی
نظام الدین یحیی (حدود ۱۴۱۷م - اکتبر ۱۴۸۰) از سال ۱۴۳۸/۱۴۳۹م تا زمان مرگش، مالک ملوک مهربانی سیستان بود. وی فرزند شمس الدین علی بود.

## زندگی‌نامه
نظام الدین پس از مرگ پدرش در سال ۱۴۳۸ یا ۱۴۳۹ تاج و تخت سیستان را به دست آورد. در دوران سلطنت خود زمان قابل توجهی را در دربار تیموریان در هرات گذراند. مدتی پس از تصرف خراسان توسط ابوسعید در سال ۱۴۵۸، نظام الدین توسط تیموریان به هرات احضار شد. در آنجا یکی از خواهران ابوسعید را به عقد او درآوردند.
ابوسعید در سال ۱۴۶۸ لشکرکشی را علیه ترکمانان آق قویونلو آذربایجان انجام داد. نظام الدین با رهبری بخشی از ارتش سیستان در این عملیات شرکت کرد. در نهایت کارزار با فاجعه پایان یافت. هم ابوسعید و هم نظام الدین توسط آق قویونلوها اسیر شدند و هرات را برای مدت کوتاهی اشغال کردند. اوزون حسن، رهبر ترکمنستان، نظام الدین را به مدت شش ماه زندانی کرد. سرانجام او را آزاد کرد و به استانداری سیستان بازگرداند و در بخش‌هایی از فارس و کرمان نیز به او اعطا کرد. در نهایت تیموریان به رهبری حسین بایقره موفق شدند هرات را بازپس بگیرند، اما نظام الدین نیز ممکن است مجبور شود برای مدتی به اوزون حسن خراج بدهد.
سالهای آخر حکومت نظام الدین با اختلافات داخلی همراه بود. مالک نسبت به قدرت فرمانده کل خود (سپهسالار) میر سید احمد و پنج پسرش که چندین فرمانداری در مناطقی از سیستان داشتند، نگران شده بود. در حدود سال ۱۴۷۵ نظام الدین لشکرکشی را برای اعمال قدرت بر منطقه گرمسیر و مکران رهبری کرد و میر سید احمد و پسرانش در آن شرکت داشتند. هنگامی که سپاه محرابانی به رودخانه هیرمند رسید، نظام الدین قصد داشت سپهسالار و خانواده اش را دستگیر کند، اما در مورد نقشه به آنها هشدار داده شد و موفق به فرار شدند.
میر سید احمد و پسرانش به هرات رفتند و در آنجا با حسین بایقره تیموری دیدار کردند. آنها توانستند او را متقاعد کنند که اعطای ولایت نظام الدین بر سیستان را لغو کند و به جای آن ولایت را به بدیع الزمان پسر حسین بایقره بدهد. نظام الدین به این نتیجه رسید که تلاش برای مقاومت در خود سیستان بیهوده خواهد بود، زیرا میر سید احمد از حمایت زیادی در استان برخوردار بود. از این رو به منطقه مرزی جنوب سیستان راه یافت و در آنجا فرماندهی وفاداری چند قلعه را داشت و پایگاه خود را در آنجا مستقر کرد. در ج. در سال ۱۴۷۸ از سوی اهالی زیریه دعوت شد تا به سیستان بازگردد، اما توسط نیروهای بدیع الزمان و میر سید احمد عقب رانده شد. در سال ۱۴۸۰ اهالی زیریح دوباره سعی کردند نظام الدین را متقاعد کنند که برگردد، اما مالک بیمار شد و درگذشت. سپس فرماندهان نظامی او پسر بزرگش شمس الدین محمد را به عنوان جانشین وی انتخاب کردند.